# Bychaŭ
Bychaŭ (bělorusky Быхаў, rusky Бы́хов – Bychov, polsky Bychów) je město v Mohylevské oblasti v Bělorusku. K roku 2017 mělo přes sedmnáct tisíc obyvatel.

## Poloha a doprava
Bychaŭ leží na Dněpru přibližně čtyřiačtyřicet kilometrů jižně od Mohyleva, správního střediska oblasti. Vede přes ni trať z Mohyleva do Žlobina.

## Dějiny
Bychaŭ byla založena v roce 1370.